# Kowaniec (potok)
Kowaniec – potok, dopływ Czarnego Dunajca. Powstaje z połączenia potoków Mały Kowaniec i Wielki Kowaniec, przy czym ten ostatni uznaje się za górny bieg Kowańca. Jest ciekiem 3 rzędu o długości 8,8 km. Połączenie potoków następuje na wysokości 711 m w należącym do Nowego Targu osiedlu Kowaniec. Od tego miejsca potok Kowaniec spływa przez Nowy Targ w południowo-zachodnim kierunku, niżej zakręcając na południe. Na wysokości około 580 m chodzi do Czarnego Dunajca jako jego lewy dopływ. Niemal cały bieg potoku Kowaniec i jego zlewnia znajdują się na obszarze Gorców, tylko dolny odcinek to tereny Kotliny Nowotarskiej.
Głównymi dopływami Kowańca są potoki: Robów, Wielki Kowaniec, Mały Kowaniec, Gazdy i Olesiów Potok. Wzdłuż biegu Kowańca prowadzi droga, trzykrotnie przekraczająca go mostem.
W dolinie potoku znajduje się dawna wieś, obecnie część Nowego Targu – Kowaniec.